# USS LST-571
O USS LST-571 foi um navio de guerra norte-americano da classe LST que operou durante a Segunda Guerra Mundial.